# Тайога (окръг, Ню Йорк)
Окръг Тайога (на английски: Tioga County) е окръг в щата Ню Йорк, Съединени американски щати. Площта му е 1355 km², а населението - 48 578 души (2017). Административен център е град Оуего.